# Natalina beyrichi
Natalina beyrichi  (англ.) — вид редких хищных лёгочных улиток из семейства Rhytididae (Rhytidoidea, Stylommatophora, Gastropoda). Эндемики Южной Африки. Обитают в прибрежных лесах.  Встречаются только в районе Порт-Сент-Джонс (Восточная Капская провинция, от Mkambati Nature Reserve до Dwesa Nature Reserve). Размер раковины около 6 см. Тело серое или серовато-коричневое. Радула с более чем 20 маргинальными зубцами в каждом полуряде. Раковина слегка сплюснута и имеет явную скульптуру в основании. У сперматофора нет шипиков. Питаются другими моллюсками, например,  Gittenedouardia spp. (Cerastidae), а также земляными червями (Microchaetus pondoanus Michaelsen, 1913) (Oligochaeta). Вид был назван в честь немецкого инженера Конрада Байриха (Conrad Beyrich), собравшего типовую серию вида.